# Синяя птица
Синяя птица, или обыкновенная синяя птица (лат. Myophonus caeruleus) — вид птиц из семейства мухоловковых.

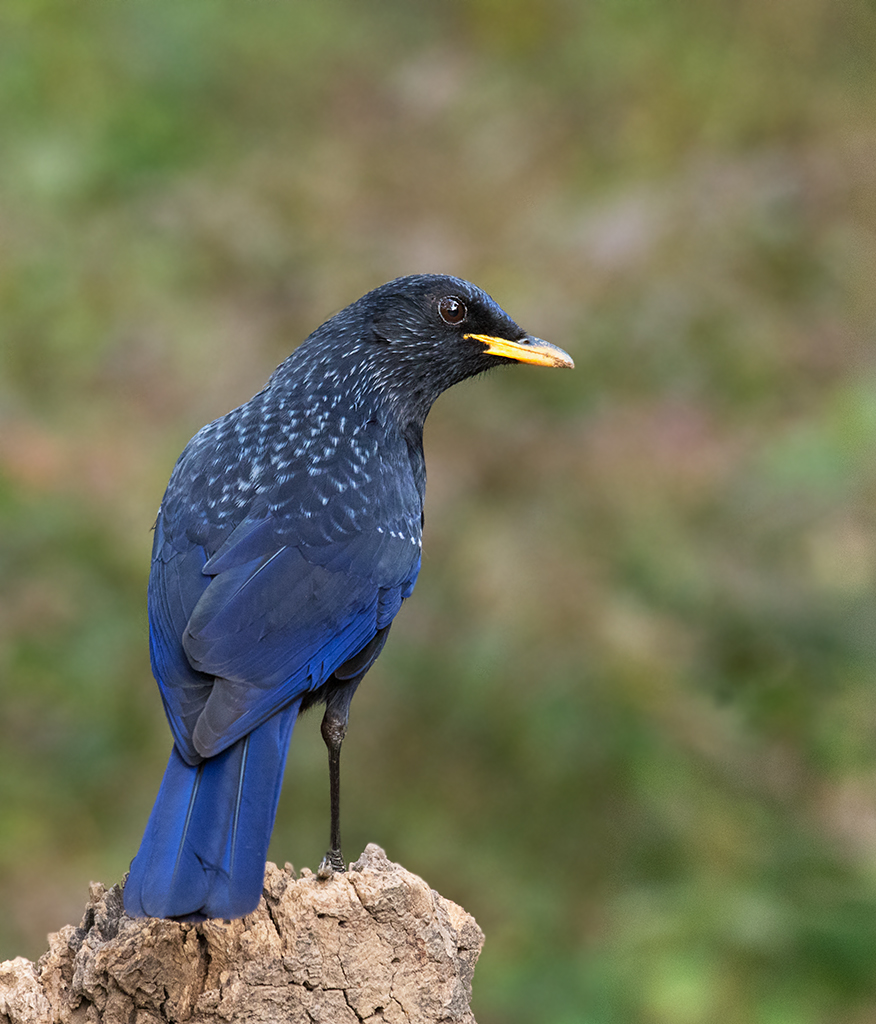

## Описание
Внешне напоминает обычного чёрного дрозда, но немного крупнее. Общая длина тела около 35 см, из которых 15 см приходится на хвост, длина крыла около 18 см, масса 170—200 г. Окраска чёрно-синяя с серебристо-фиолетовыми блёстками на спине, голове и груди. Как только на птицу падает солнечный свет, перья переливаются всеми оттенками синевы, потому она и прозвана синей.

## Распространение
Ареал вида охватывает территорию от Центральной Азии до Индонезийских островов в Юго-Восточной Азии. Там синяя птица живёт в горных лесах вплоть до границы леса на высоте примерно от 2400 до 3000 м над уровнем моря. Во время сезонных миграций данный вид можно встретить также в тропических и мангровых лесах.
Синяя птица обитает в скалистых горных ущельях с бурными реками. Очень любит купаться и сидеть на камнях у самой воды. Питается мелкой рыбой, насекомыми и ящерицами.

## Размножение
Гнездится чаще вблизи горных ручьёв. В кладке 4—5 беловатых с красновато-коричневыми пятнышками яиц.
Гнездование отмечено на территории Афганистана, Бангладеш, Бутана, Вьетнама, Индии, Индонезии, Казахстана, Камбоджи, Киргизстана, Китая, Лаоса, Малайзии, Мьянмы, Непала, Пакистана, Таджикистана, Таиланда, Туркменистана и Узбекистана. Номинативный подвид, Myophonus caeruleus caeruleus, залетает в Приморский край.

## Подвиды
Выделяют шесть подвидов:
- M. c. caeruleus (Scopoli, 1786) — центральный и восточный Китай
- M. c. temminckii Vigors, 1832 — западный Тянь-Шань на юг до Афганистана и на восток через Гималаи, восточный Ассам до провинции Сычуань, а также северная и северо-восточная Мьянма
- M. c. eugenei Hume, 1873 — центральная, восточная и юго-восточная Мьянма, запад, север и восток Таиланда, центральный и южный Юньнань, а также северный и центральный Индокитай
- M. c. crassirostris Robinson, 1910 — юго-восточный Таиланд, Камбоджа и север Малайского полуострова
- M. c. dichrorhynchus Salvadori, 1879 — центр и юг Малайского полуострова и Суматра
- M. c. flavirostris (Horsfield, 1821) — Ява

## Фото

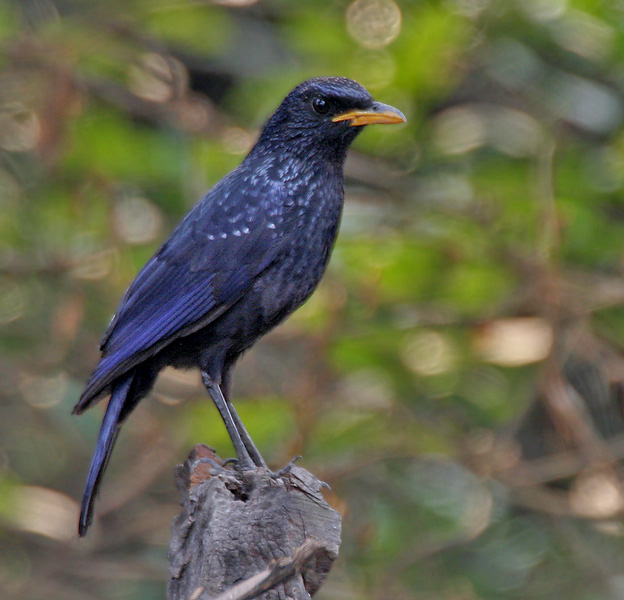
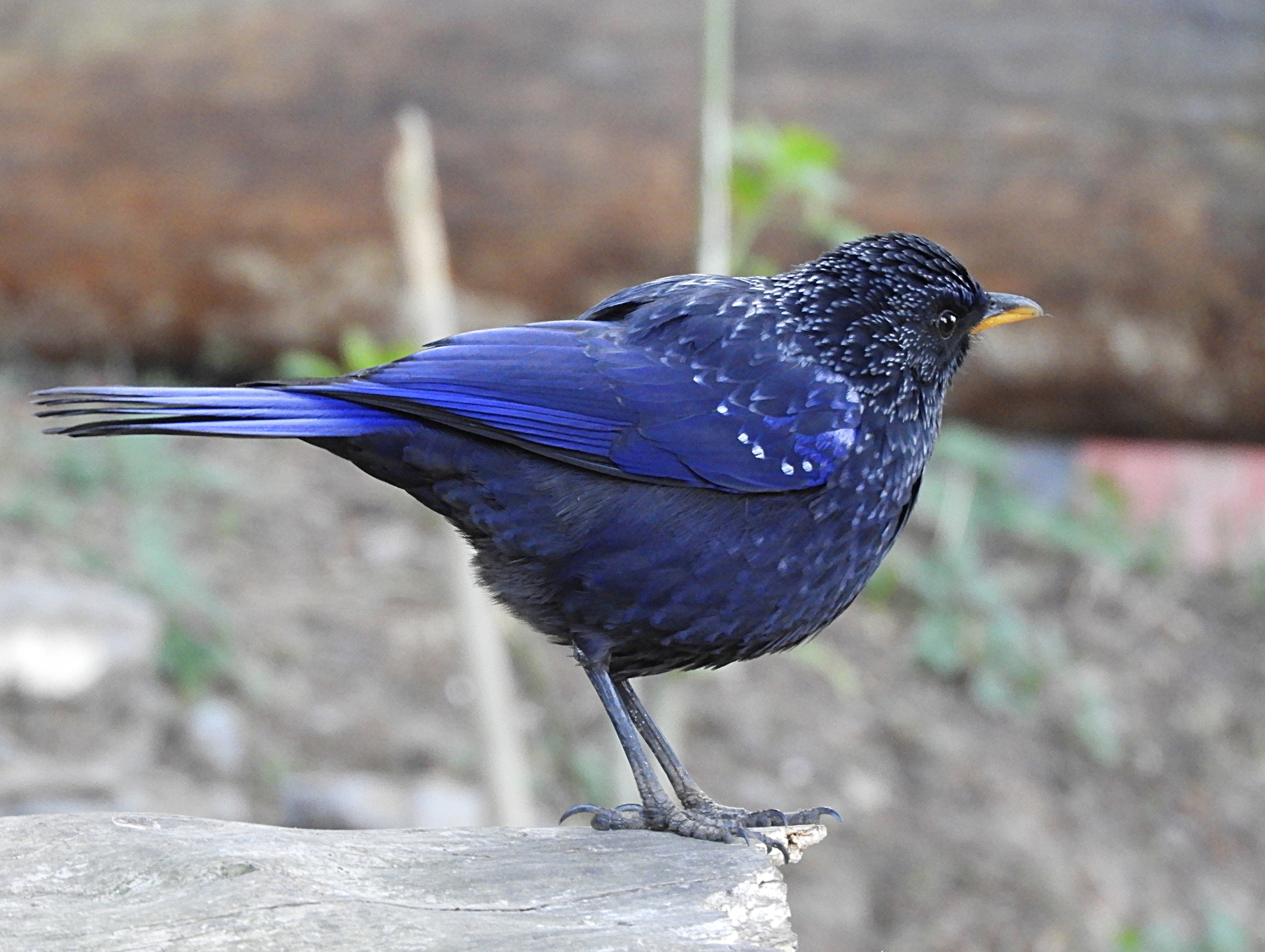
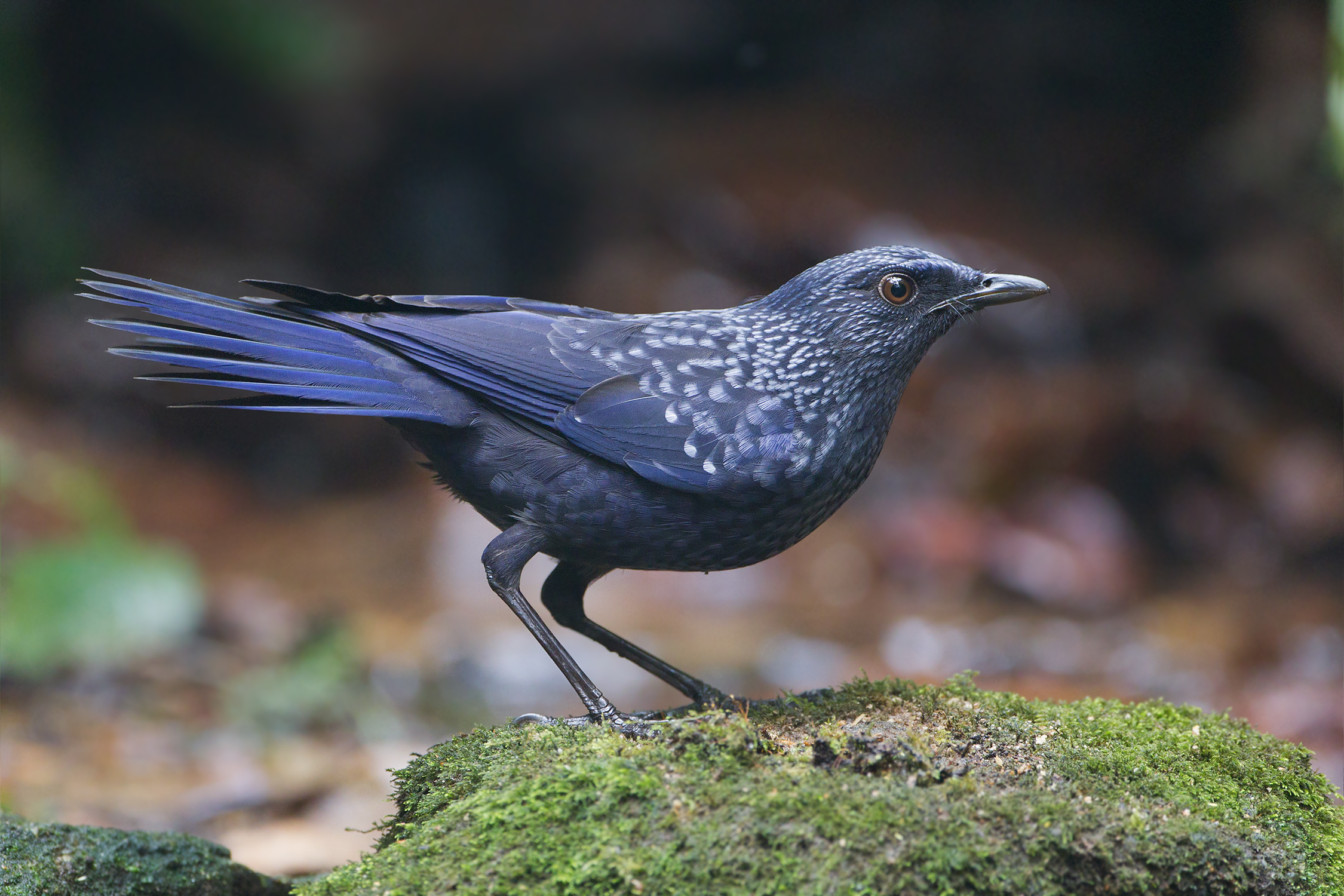
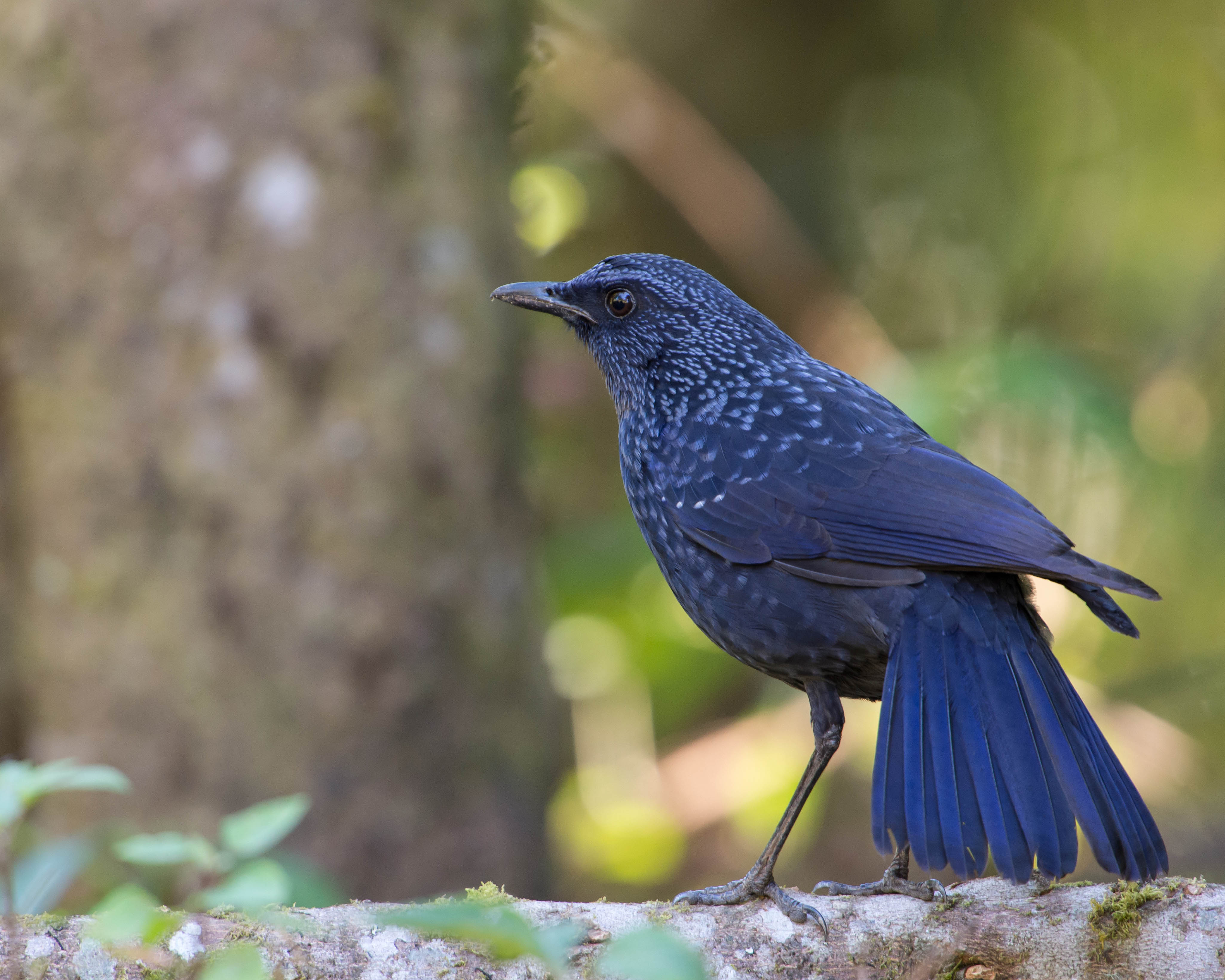